# Zeferino Vítor de Meireles
Zeferino Vito de Meireles (Lisboa — Rio de Janeiro, 12 de novembro de 1822) foi um jornalista luso-brasileiro.
Fundador do Diário do Rio de Janeiro, primeiro jornal de circulação diária do Brasil. Antes de fundar o jornal, ele havia passado de operário a vice-administrador na Impressão Régia, primeira tipografia do Brasil. Mais tarde, obteve licença para abrir uma nova oficina de impressão para tiragem de seu jornal, a chamada Tipografia do Diário.